# Сухоруков, Юрий Александрович
Ю́рий Алекса́ндрович Сухору́ков (укр. Юрій Олександрович Сухоруков; род. 29 марта 1968, Донецк, СССР) — украинский спортсмен, выступающий в пулевой стрельбе, заслуженный мастер спорта Украины.
Рост — 181 см. Вес — 75 кг.

## Биография
Первый тренер — Валентин Петрович Пыхтин. Тренер — Ирина Сухорукова. Окончил Донецкий государственный институт здоровья, физического воспитания и спорта. Проживает в Донецке, тренируется в спортивном клубе «ИСД» (Индустриальный Союз Донбасса) и обществе «Динамо». Майор МВД Украины. Женат, имеет сына и дочь.

## Спортивные достижения
- 2004 — Олимпийские игры в Афинах, стрельба с трёх положений из винтовки с 50 м — 24-е место.
- 2005 — Чемпионат Европы, стрельба с трёх позиций из винтовки с 50 м — 2-е место в командных соревнованиях.
- 2006 — Чемпионат мира, стрельба из винтовки лёжа с 50 м — 2-е место в индивидуальных соревнованиях.
- 2008 — Кубок мира, стрельба с трёх позиций из винтовки с 50 м — 2-е место.
- 2008 — Олимпийские игры в Пекине, стрельба с трёх позиций из винтовки с 50 м — 2-е место.

## Награды
- Орден «За мужество» III степени (4 сентября 2008 года) — за достижение высоких спортивных результатов на XXIX летних Олимпийских играх в Пекине (Китайская Народная Республика), проявленные мужество, самоотверженность и волю к победе, подъём международного авторитета Украины[2]